# 注意

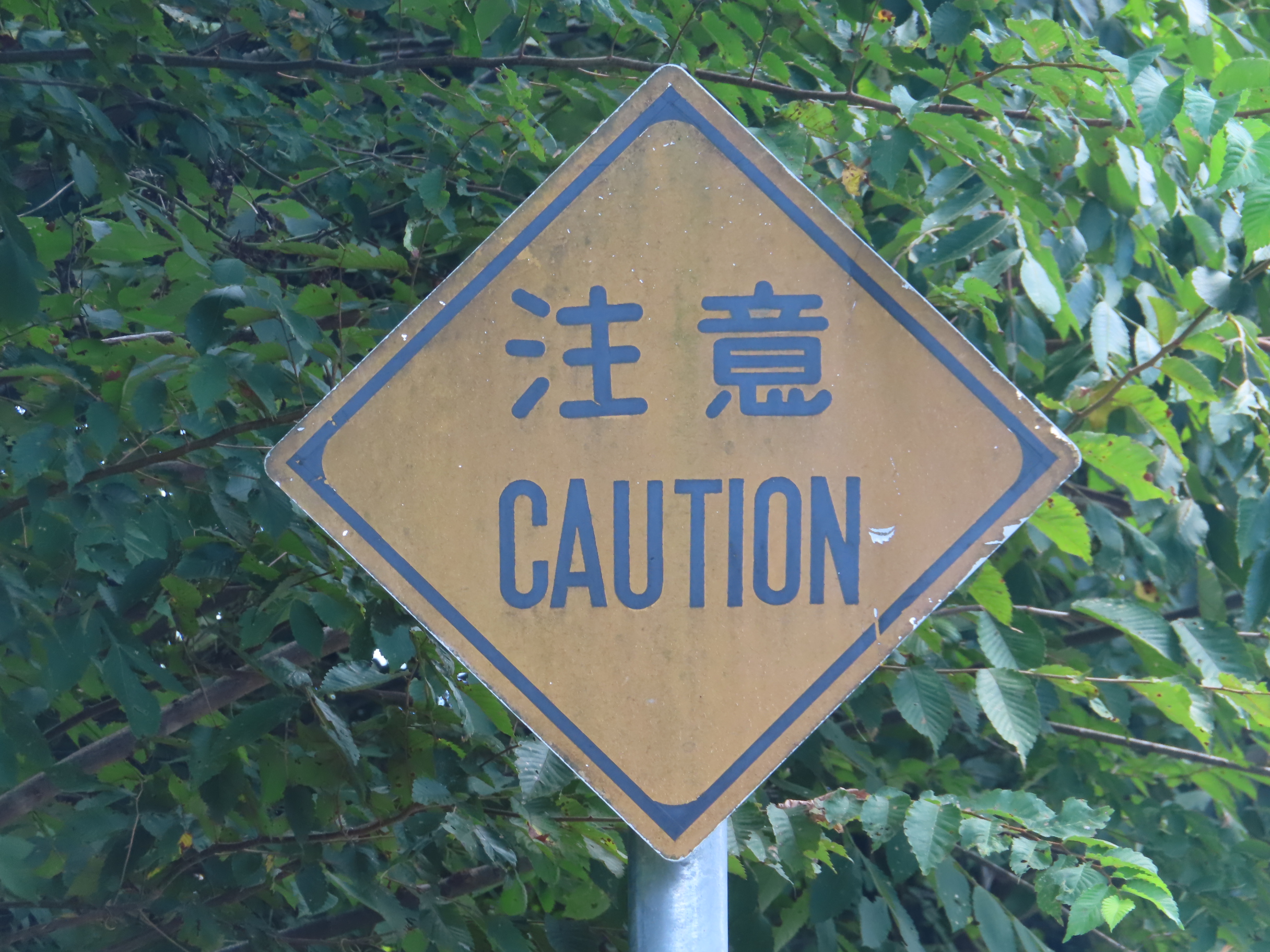
注意を促す道路標識（岡山県井原市）

注意（ちゅうい）は、ある物に対し気をつけることまたは相手に気をつける様にいうことである。ここでは心理学および生理学において用いられる注意、即ち前者を解説する。

## 心理学における注意
心理学用語において注意とはある周囲の事物や事象の特定部分や心的活動の特定の側面に対し、選択的に反応したり注目したりするように仕向ける意識の働きをさす。また、その働きによって選択性を持つ特定の反応が維持されている状態の事や明瞭性を持つ特定の心的活動が意識の中心を占めている状態をさすときにも用いられる。意識心理学では理論の構成上中心的な概念の一つとされ刺激の特性や本来個体が持つ興味によって生じる1次的注意と意志及び努力によって維持される2次的注意、または刺激対象に対し感覚器官を調整する感覚的注意とある物に意識を集中させる観念的注意に分類する。学習において、時に気晴らしは必要である。

## 生理学における注意
生理学において注意とは脳が多数の情報の中から認知すべき情報を選択する機能のことである。この機能によって引き起こされる現象に聴力刺激において優先的に選択されるカクテルパーティ現象がある。